# Sami Frey
Pour les articles homonymes, voir Frey.
Sami Frey est un acteur français, né le 13 octobre 1937 à Paris (France).

## Biographie

### Origines et jeunesse
Sami Frey naît sous le nom d'état civil de Sami Frei le 13 octobre 1937, au 2, place du Docteur-Alfred-Fournier (hôpital Saint-Louis), dans le 10e arrondissement de Paris, de Mendel Frei et de Perla Wolf, qui sont des Juifs polonais immigrés en France, alors domiciliés au 17, boulevard de Belleville dans le 19e arrondissement de Paris. Son père est maroquinier, né le 2 novembre 1912 à Cuzmiska. Sa mère est sans profession, née le 2 décembre 1913 à Drabobwzegi (certaines sources mentionnent Białobrzeg,). La langue maternelle de Sami Frei est ainsi le yiddish.
Il est âgé de deux ans quand son père meurt à l’âge de 27 ans en 1939 à Paris. Il a cinq ans lorsque sa mère est déportée de Drancy vers Auschwitz le 14 septembre 1942 par le convoi no 32, dont elle ne va pas revenir. Sa dernière adresse connue est toujours au 17, boulevard de Belleville.
Sa grand-mère maternelle, Chaja Wolf, née Birnbaum le 1er janvier 1886, également à Białobrzeg en Pologne, est déportée six mois après sa fille Perla, par le convoi no 52 du 23 mars 1943, de Drancy vers Auschwitz. Sa dernière adresse connue est également au 17, boulevard de Belleville.
Après l'arrestation de sa mère, Sami Frei vit avec une partie de sa famille sous une fausse identité à Saint-Avit-les-Guespières en Eure-et-Loir, dans la maison du gardien du château où les Allemands se sont installés. Il va à l'école dans le village voisin de Saint-Denis-les-Ponts,. En 1944, lors d'une visite médicale, un médecin scolaire découvre que Sami Frei est Juif. Ses proches et lui se réfugient alors à Rodez.

### Carrière

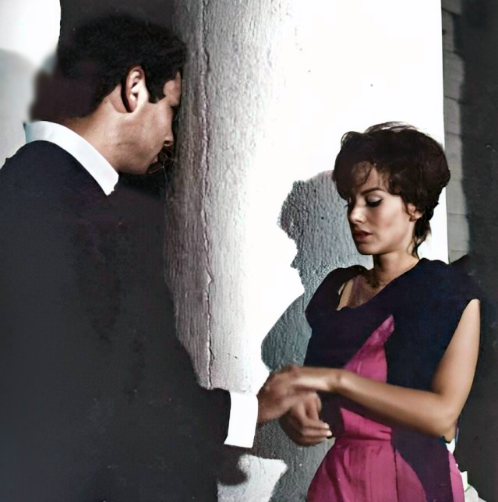
Sa compagne jusqu'en 1960, Pascale Audret, lors d'un tournage en Italie.

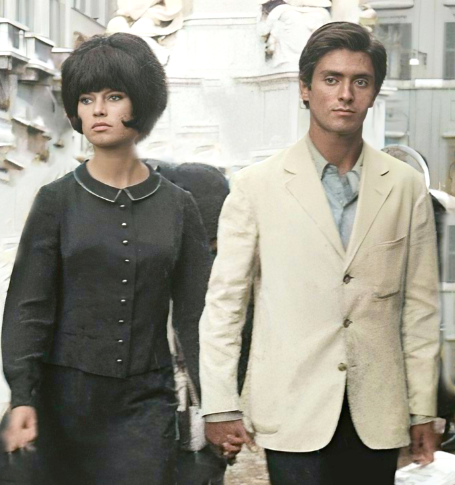
Sami Frey avec Brigitte Bardot à Rome en 1963.

Élève du cours Simon, Sami Frey obtient dès 1960 un rôle clé dans La Vérité, film très attendu d'Henri-Georges Clouzot, avec Brigitte Bardot et Marie-Josée Nat comme partenaires féminines.
En 1966-1968, il participe à de nombreux spectacles mis en scène au théâtre Antoine par Claude Régy, et contribue à la révélation en France du théâtre anglais contemporain, Harold Pinter en tête.
Au cinéma, il est choisi par des auteurs tels que Georges Franju (Thérèse Desqueyroux, en 1962), Michel Deville (L'Appartement des filles, 1963), Godard (Bande à part, 1964), Pollet (Une balle au cœur, 1965), Klein (Qui êtes-vous, Polly Maggoo ?, 1966), Rappeneau (Les Mariés de l'an II, 1971), Charles Belmont (L'Écume des jours, 1968, Rak, 1972), Sautet, qui lui confie l'un des trois rôles principaux de César et Rosalie (1972) aux côtés d'Yves Montand et Romy Schneider, Adam (M comme Mathieu, 1973), Duras (Jaune le soleil, 1972), Serreau (Pourquoi pas !, 1977), Miller (Mortelle Randonnée, 1983), Doillon (La Vie de famille, 1985), Rouffio (L'État de grâce, 1986), Drach (Sauve-toi, Lola, 1986), Sanders-Brahms (Laputa, 1987), Delvaux (L’Œuvre au noir, 1988), Margarethe von Trotta (L'africana, 1990).
En 1974, il réalise Autour de Jeanne Dielman, le making-of en noir et blanc de Jeanne Dielman, 23, quai du commerce, 1080 Bruxelles de Chantal Akerman.

### Vie privée
Sami Frey est d'abord le compagnon de l'actrice Pascale Audret, sœur du chanteur Hugues Aufray.
À la suite du film La Vérité en 1960 qu'il tourne avec Brigitte Bardot, il quitte Audret pour vivre un amour passionné avec Bardot, alors mariée avec Jacques Charrier. Cet amour dure trois ans.
Il a par la suite été le compagnon de la comédienne Delphine Seyrig.

## Filmographie

### Cinéma

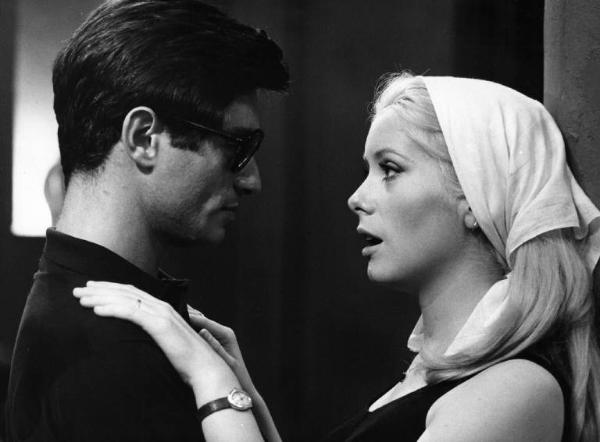
Sami Frey et Catherine Deneuve sur le tournage de Avec amour et avec rage (La costanza della ragione, 1964).

- 1955 : Napoléon de Sacha Guitry : petit rôle (non crédité)
- 1956 : Pardonnez nos offenses de Robert Hossein
- 1958 : Les Jeux dangereux de Pierre Chenal : Arpia
- 1959 : La Nuit des traqués de Bernard Roland : Victor dit Vicky
- 1959 : Le travail c'est la liberté de Louis Grospierre : Luigi Torgiani
- 1960 : La Vérité de Henri-Georges Clouzot : Gilbert Tellier
- 1961 : Jeunesse de nuit (Gioventù di notte) de Mario Sequi : Elio
- 1961 : Les Fiancés du pont Mac Donald d'Agnès Varda (court métrage) : le croque-mort
- 1962 : Les 7 péchés capitaux, segment L'Orgueil de Roger Vadim : François, l'amant
- 1962 : Cléo de 5 à 7 d'Agnès Varda : le croque-mort
- 1962 : Thérèse Desqueyroux de Georges Franju : Jean Azevedo
- 1962 : Le Désordre (Il disordine) de Franco Brusati : Carlo
- 1963 : Couple interdit (El juego de la verdad) de José María Forqué : Juan
- 1963 : L'Appartement des filles de Michel Deville : Tibère
- 1964 : Bande à part de Jean-Luc Godard : Franz
- 1964 : Avec amour et avec rage (La costanza della ragione) de Pasquale Festa Campanile : Bruno
- 1966 : Angélique et le Roy de Bernard Borderie : Batchiary Bey
- 1966 : Une balle au cœur de Jean-Daniel Pollet : Francesco de Montelepré
- 1966 : Qui êtes-vous, Polly Maggoo ? de William Klein : Le Prince Igor
- 1968 : Manon 70 de Jean Aurel  : Des Grieux
- 1968 : L'Écume des jours de Charles Belmont : Chick
- 1968 : Mister Freedom de William Klein : Le Christ
- 1969 : La Chasse royale de François Leterrier : Philippe Lussac
- 1971 : Les Mariés de l'an II de Jean-Paul Rappeneau : Marquis Henri de Guérande
- 1970 : M comme Mathieu de Jean-François Adam : Mathieu
- 1971 : Jaune le soleil de Marguerite Duras : un juif
- 1972 : Rak de Charles Belmont : David
- 1972 : Le Journal d'un suicidé de Stanislav Stanojevic : le guide
- 1972 : César et Rosalie de Claude Sautet : David
- 1972 : Paulina 1880 de Jean-Louis Bertuccelli : Cirillo Pandolfini
- 1974 : Sweet Movie de Dušan Makavejev : El Macho
- 1975 : Le Jardin qui bascule de Guy Gilles : Michel
- 1976 : Le Jeu du solitaire de Jean-François Adam : Julien Vogel
- 1976 : Néa de Nelly Kaplan : Axel Thorpe
- 1977 : Pourquoi pas ! de Coline Serreau : Fernand Bulard
- 1977 : Une page d'amour de Maurice Rabinowicz : François Karwitch
- 1978 : Guerres civiles en France, segment Babeuf de Vincent Nordon  : Babeuf
- 1978 : Écoute voir d'Hugo Santiago : Arnaud de Maule
- 1983 : Mortelle Randonnée de Claude Miller : Ralph Forbes
- 1984 : Le Garde du corps de François Leterrier : Julien Duchemin
- 1984 : Une rébellion à Romans de Philippe Venault : le juge Antoine Guérin
- 1984 : La Petite Fille au tambour (The Little Drummer Girl) de George Roy Hill : Khalil
- 1985 : La Vie de famille de Jacques Doillon : Emmanuel
- 1985 : L'Été provisoire de Samy Pavel : Thomas
- 1986 : L'Unique de Jérôme Diamant-Berger : Colewsky
- 1986 : Sauve-toi, Lola de Michel Drach : Tobman
- 1986 : L'État de grâce de Jacques Rouffio : Antoine Lombard
- 1986 : Laputa de Helma Sanders-Brahms : Paul
- 1987 : La Veuve noire (Black Widow) de Bob Rafelson : Paul Nuytten
- 1988 : De sable et de sang de Jeanne Labrune : Manuel
- 1988 : L'Œuvre au noir d'André Delvaux : Prieur des Cordeliers
- 1989 : Les Deux Fragonard de Philippe Le Guay : Salmon d'Anglas
- 1990 : L'africana de Margarethe von Trotta : Victor
- 1991 : Contre l'oubli, segment Pour Alirio de Jesús Pedraza Becerra, Colombie de Raymond Depardon : Lui-même
- 1992 : La Voix de Pierre Granier-Deferre : Gilles
- 1992 : Hors saison de Daniel Schmid : le narrateur, Valentin adulte
- 1993 : En compagnie d'Antonin Artaud de Gérard Mordillat : Antonin Artaud
- 1994 : Traps de Pauline Chan : Daniel
- 1994 : La Fille de d'Artagnan de Bertrand Tavernier : Aramis
- 1995 : L'Amour conjugal de Benoît Barbier : Nathan Le Cerf
- 1996 : Les Menteurs d'Élie Chouraqui : Marcus Dourmer
- 2000 : Les Acteurs de Bertrand Blier : Lui-même
- 2002 : La Repentie de Laetitia Masson : Paul
- 2004 : PiperMint... das Leben möglicherweise de Nicole-Nadine Deppé : Paul
- 2005 : Anthony Zimmer de Jérôme Salle : Akerman
- 2006 : Le Metteur en scène de mariages (Il regista di matrimoni) de Marco Bellocchio : Ferdinando Gravina
- 2007 : Danse avec lui de Valérie Guignabodet : Le maître écuyer
- 2008 : Nuit de chien de Werner Schroeter : Barcala
- 2009 : Mensch de Steve Suissa : Victor Hazak
- 2012 : Le Nez dans le ruisseau de Christophe Chevalier : Auguste Stohler
- 2015 : Marguerite et Julien de Valérie Donzelli : Abbé de Hambye
- 2017 : Numéro une de Tonie Marshall : Henri Blachey

### Télévision
- 1965 : Genousie de Claude Loursais (téléfilm) : Christian Garcia
- 1966 : Le Destin de Rossel de Jean Prat (téléfilm) : Rossel
- 1970 : La Marquise de Brinvilliers (Die Marquise von B.)  de Franz Peter Wirth (téléfilm en 2 épisodes) : Sainte-Croix
- 1974 : La Confession d'un enfant du siècle de Claude Santelli (téléfilm) : Octave
- 1975 : Eine Frau zieht ein de Helmut Dietl (téléfilm) : le bel homme
- 1981 : La Voie Jackson de Gérard Herzog (téléfilm) : Georges Mollier
- 1981 : Le Voleur d'enfants de François Leterrier (téléfilm) : le colonel Bigua
- 1983 : La Métamorphose de Jean-Daniel Verhaeghe (téléfilm) : Grégoire Samsa (voix)
- 1986 : La Barbe-Bleue d'Alain Ferrari (téléfilm) : La Barbe bleue
- 1988-1989 : Les Orages de la guerre (War and Remembrance) de Dan Curtis (série télévisée) : Avram Rabinovitz
- 1990 : La Bête dans la jungle de Benoît Jacquot (téléfilm) : John Marcher
- 1993 : Monologues (série télévisée), épisode Le Déménagement de Chantal Akerman : un homme emménage
- 1995 : Adrien Lesage (série télévisée), épisode Ma fille est impossible de Jacques Monnet : Adrien Lesage
- 1996 : Adrien Lesage (série télévisée), épisode Un week-end en Bourgogne d'Alain Bonnot : Adrien Lesage

## Théâtre
- 1956 : Le Prince endormi de Terence Rattigan, mise en scène Georges Vitaly, théâtre de la Madeleine
- 1957 : Les Amours de Don Perlimplín avec Belise en son jardin de Federico García Lorca, mise en scène Bernard Jenny, théâtre de Lutèce
- 1957 : La Carmen de André de Richaud, mise en scène Bernard Jenny, théâtre de Lutèce[9]
- 1957 : Regrets éternels de Constance Coline, mise en scène Raymond Gérôme, théâtre de l'Œuvre
- 1958 : Miguel Mañana d'Oscar Vladislas de Lubicz-Milosz, mise en scène Maurice Jacquemont, Studio des Champs-Élysées
- 1958 : L'Année du bac de José-André Lacour, mise en scène Yves Robert, théâtre Édouard-VII
- 1958 : Ils ont joué avec des allumettes de Marcelle Routier, mise en scène José Quaglio, théâtre de l'Alliance française
- 1962 : Dans la jungle des villes de Bertolt Brecht, mise en scène Antoine Bourseiller, théâtre des Champs-Élysées
- 1963 : Le Soulier de satin de Paul Claudel, mise en scène Jean-Louis Barrault, Odéon-Théâtre de France
- 1966 : Bérénice de Racine, mise en scène Roger Planchon, théâtre de la Cité Villeurbanne
- 1966 : Se trouver de Luigi Pirandello, mise en scène Claude Régy, théâtre Antoine
- 1970 : Le Borgne est roi de Carlos Fuentes, mise en scène Jorge Lavelli, Festival d'Avignon
- 1971 : Le Borgne est roi de Carlos Fuentes, mise en scène Jorge Lavelli, théâtre des Ambassadeurs
- 1972 : Le Borgne est roi de Carlos Fuentes, mise en scène Jorge Lavelli, théâtre 140
- 1973 : Toller de Tankred Dorst, mise en scène Patrice Chéreau, TNP Villeurbanne
- 1974 : La Chevauchée sur le lac de Constance de Peter Handke, mise en scène Claude Régy, espace Pierre-Cardin
- 1978 : Apparences d'après Henry James, mise en scène Simone Benmussa
- 1981 : La Bête dans la jungle d'Henry James, adaptation de Marguerite Duras, mise en scène Alfredo Arias, avec Delphine Seyrig, théâtre Gérard-Philipe
- 1982 : Trahisons d'Harold Pinter, mise en scène Raymond Gérôme, théâtre Montparnasse
- 1984 : Trahisons d'Harold Pinter, mise en scène Sami Frey, théâtre des Célestins
- 1986 : Pour un oui ou pour un non de Nathalie Sarraute, mise en scène Simone Benmussa, avec Jean-François Balmer,  théâtre Renaud-Barrault
- 1988 : Je me souviens d'après Georges Perec, mise en scène Sami Frey, Festival d'Avignon, TNP Villeurbanne
- 1991 : Le Livre de l'hospitalité d'Edmond Jabès, mise en scène Marie André, Festival d'Avignon
- 1992 : C'était hier d'Harold Pinter, mise en scène Sami Frey, théâtre Hébertot
- 1995 : L'Ecclésiaste théâtre des Bouffes-du-Nord
- 1996 : La Cour des comédiens d'Antoine Vitez, mise en scène Georges Lavaudant, Festival d'Avignon
- 1997 : Nathan le Sage de Gotthold Ephraim Lessing, mise en scène Denis Marleau, Festival d'Avignon, théâtre national de Strasbourg
- 1999 : Pour un oui ou pour un non de Nathalie Sarraute, mise en scène Simone Benmussa, avec Jean-François Balmer, Comédie des Champs-Élysées
- 2003 : Je me souviens d'après Georges Perec, mise en scène Sami Frey, théâtre de la Madeleine
- 2007 : Cap au pire de Samuel Beckett, lecture, théâtre de l'Athénée
- 2007 : Quartett d'Heiner Müller, lecture avec Jeanne Moreau, Festival d'Avignon
- 2008 : Quartett d'Heiner Müller, lecture avec Jeanne Moreau, théâtre de la Madeleine
- 2009 : Premier Amour de Samuel Beckett, théâtre de l'Atelier
- 2012 : Premier Amour et  Cap au pire de Samuel Beckett, mise en scène Sami Frey, théâtre de l'Atelier
- 2019 : Premier Amour de Samuel Beckett, théâtre de l'Atelier
- 2021 : Un vivant qui passe de  Claude Lanzmann, lecture, théâtre de l'Atelier

## Textes et musique
- L'Ecclésiaste, texte et musique avec Sonia Wieder-Atherton, CD, RCA, 1996.

## Distinctions

### Décorations
- Chevalier de la Légion d'honneur le 2 janvier 1998
- Commandeur de l'ordre des Arts et des Lettres le 15 juillet 2002[10]

### Récompenses
- Prix du Syndicat de la critique 1989 : meilleur comédien dans Je me souviens
- Festival international du film francophone de Namur 1993 : Bayard d'or du meilleur acteur pour En compagnie d'Antonin Artaud
- FIPA de Biarritz 1994 : Fipa d'or du meilleur acteur pour En compagnie d'Antonin Artaud

### Nominations
- Molières 1989 : Molière du comédien pour Je me souviens
- Molières 2004 : Molière du comédien pour Je me souviens